# Patinage de vitesse sur piste courte aux Jeux olympiques de 2014
Navigation
Vancouver 2010 Pyeongchang 2018
Les huit épreuves de patinage de vitesse sur piste courte (ou short-track) aux Jeux olympiques d'hiver de 2014 ont lieu du 10 au 21 février 2014 au Centre de patinage artistique Iceberg à Sotchi en Russie. Le russe Viktor Ahn devient à cette occasion le coureur de short-track le plus médaillé aux Jeux Olympiques, avec l'américain Apolo Anton Ohno avec quatre nouvelles médailles gagnées, s'ajoutant aux quatre gagnées à Turin (trois en or et une en bronze) lorsqu'il courait sous les couleurs de la Corée du Sud.

## Préparation de l'événement

### Désignation du pays hôte
Le 22 juin 2006 que trois villes sont sélectionnées en tant que finalistes : Pyeongchang, Salzbourg et Sotchi. Le 4 juillet 2007, pendant la 119e session du CIO à Guatemala, les Jeux olympiques d'hiver de 2014 sont attribués à Sotchi, qui devance Pyeongchang par 51 voix contre 47 au deuxième tour.
Dès son élection, le choix de la ville hôte soulève des questions. Du point de vue météorologique, le climat relativement doux dont bénéficie Sotchi, ville balnéaire située au bord de la mer Noire, en zone subtropicale, et sa région, fait courir le risque que les conditions climatiques ne soient pas celles attendues pour la bonne tenue des épreuves de sports d'hiver, un obstacle qui ne concerne cependant pas le patinage en intérieur. Enfin, la situation géographique de Sotchi, située à proximité de régions instables sur le plan géopolitique, comme l'Abkhazie, fait planer des doutes sur la sécurité des Jeux. Sur l'ensemble de ces points, le président russe Vladimir Poutine, qui s'est impliqué personnellement de la défense de la candidature de Sotchi, prononçant notamment devant les membres du CIO le premier discours en anglais de sa carrière, se montre rassurant.

### Lieu de la compétition

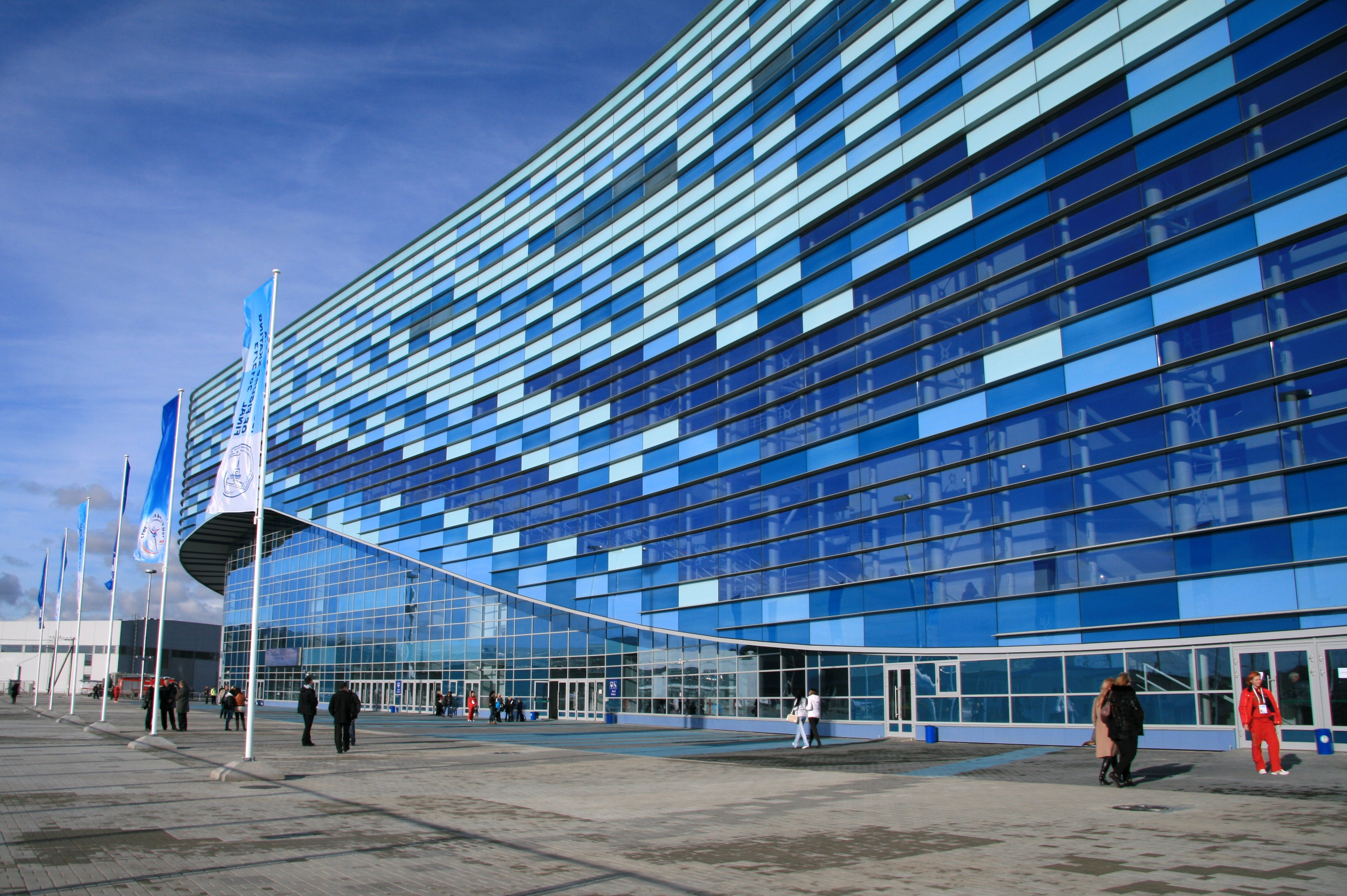
Le Centre de patinage artistique Iceberg accueille les épreuves de short-track et de patinage artistique.

La compétition de patinage de vitesse sur piste courte a lieu dans la même patinoire que le patinage artistique, le Centre de patinage artistique Iceberg.

## Déroulement de la compétition

### Programme
| Calendrier des épreuves de short-track | Calendrier des épreuves de short-track | Calendrier des épreuves de short-track | Calendrier des épreuves de short-track | Calendrier des épreuves de short-track | Calendrier des épreuves de short-track | Calendrier des épreuves de short-track | Calendrier des épreuves de short-track | Calendrier des épreuves de short-track | Calendrier des épreuves de short-track | Calendrier des épreuves de short-track | Calendrier des épreuves de short-track | Calendrier des épreuves de short-track | Calendrier des épreuves de short-track | Calendrier des épreuves de short-track | Calendrier des épreuves de short-track | Calendrier des épreuves de short-track | Calendrier des épreuves de short-track | Calendrier des épreuves de short-track | Calendrier des épreuves de short-track |
| Février 2014                           | Février 2014                           | 6                                      | 7                                      | 8                                      | 9                                      | 10                                     | 11                                     | 12                                     | 13                                     | 14                                     | 15                                     | 16                                     | 17                                     | 18                                     | 19                                     | 20                                     | 21                                     | 22                                     | 23                                     |
| -------------------------------------- | -------------------------------------- | -------------------------------------- | -------------------------------------- | -------------------------------------- | -------------------------------------- | -------------------------------------- | -------------------------------------- | -------------------------------------- | -------------------------------------- | -------------------------------------- | -------------------------------------- | -------------------------------------- | -------------------------------------- | -------------------------------------- | -------------------------------------- | -------------------------------------- | -------------------------------------- | -------------------------------------- | -------------------------------------- |
| Hommes                                 | 500 mètres                             |                                        |                                        |                                        |                                        |                                        |                                        |                                        |                                        |                                        |                                        |                                        |                                        |                                        |                                        |                                        |                                        |                                        |                                        |
| Hommes                                 | 1 000 mètres                           |                                        |                                        |                                        |                                        |                                        |                                        |                                        |                                        |                                        |                                        |                                        |                                        |                                        |                                        |                                        |                                        |                                        |                                        |
| Hommes                                 | 1 500 mètres                           |                                        |                                        |                                        |                                        |                                        |                                        |                                        |                                        |                                        |                                        |                                        |                                        |                                        |                                        |                                        |                                        |                                        |                                        |
| Hommes                                 | Relais 5 000 mètres                    |                                        |                                        |                                        |                                        |                                        |                                        |                                        |                                        |                                        |                                        |                                        |                                        |                                        |                                        |                                        |                                        |                                        |                                        |
| Femmes                                 | 500 mètres                             |                                        |                                        |                                        |                                        |                                        |                                        |                                        |                                        |                                        |                                        |                                        |                                        |                                        |                                        |                                        |                                        |                                        |                                        |
| Femmes                                 | 1 000 mètres                           |                                        |                                        |                                        |                                        |                                        |                                        |                                        |                                        |                                        |                                        |                                        |                                        |                                        |                                        |                                        |                                        |                                        |                                        |
| Femmes                                 | 1 500 mètres                           |                                        |                                        |                                        |                                        |                                        |                                        |                                        |                                        |                                        |                                        |                                        |                                        |                                        |                                        |                                        |                                        |                                        |                                        |
| Femmes                                 | Relais 3 000 Mètres                    |                                        |                                        |                                        |                                        |                                        |                                        |                                        |                                        |                                        |                                        |                                        |                                        |                                        |                                        |                                        |                                        |                                        |                                        |

|  | Jour de l'épreuve |

### Compétition féminine

#### 500 mètres
Liu Qiuhong remporte la première série éliminatoire du 500 mètres devant Kim Alang, tandis que Tatiana Borodulina est disqualifiée de la distance après deux faux départs consécutifs. Dans la deuxième course, Elise Christie se qualifie devant Sofia Prosvirnova. La troisième course voit la victoire de Jorien ter Mors devant Charlotte Gilmartin, puis c'est au tour de Park Seung-hi et d'Emily Scott, tandis que la Française Véronique Pierron est victime d'une chute. Marianne St-Gelais passe ensuite en prenant l'avantage sur la Néerlandaise Yara van Kerkhof. Dans la course suivante, Alyson Dudek est disqualifiée pour faute alors qu'Arianna Fontana s'assure une place en quarts de finale avec Li Jianrou. Dans l'avant-dernière course, une chute de Jessica Kooreman ouvre la voie à Fan Kexin et à Jessica Hewitt. Enfin, Valérie Maltais se qualifie devant Shim Suk-hee.
Dans la première course, la première arrivée, Park Seung-hi, finit sa course moins d'une seconde avant Charlotte Gilmartin, dernière. Derrière Park, Marianne St-Gelais s'assure une place en demi-finale. Dans le deuxième quart de finale, Jessica Hewitt est à son tour victime d'une chute : Fan Kexin et Elise Christie passent en demi-finale. Viennent ensuite Liu Qiuhong et Jorien ter Mors, alors que Kim Alang et Sofia Prosvirnova sont éliminées malgré une arrivée à moins de quatre dixièmes de seconde d'écart de la gagnante. Dans la dernière course, l'écart est de 17 centièmes de seconde entre la première et la dernière tandis qu'Arianna Fontana et Li Jianrou arrachent leur qualification.
La première demi-finale du 500 mètres voit la victoire de Park Seung-hi devant l'Italienne Fontana, alors que Marianna St-Gelais et Jorien ter Mors sont renvoyées en finale B de la distance. Dans la deuxième demi-finale, Elise Christie se qualifie en tête, suivie de Li Jianrou, aux dépens de Liu et Fan.
En finale du 500 mètres, une chute emporte toutes les concurrentes, sauf Li Jianrou, qui remporte la médaille d'or olympique. Arianna Fontana, relevée plus vite que Park Seung-hi, passe la ligne d'arrivée deuxième tandis que la Coréenne prend le bronze. Elise Christie, considérée comme responsable de la chute du peloton, est disqualifiée pour faute et échoue à la huitième place du classement général, derrière les coureuses de la finale B.

#### 1 000 mètres
Dans la première série éliminatoire, Li Jianrou se qualifie devant Jessica Kooreman. La deuxième course voit la disqualification de Katerina Novotna alors que Park Seung-hi et Emily Scott passent au tour suivant. Valérie Maltais bat le record olympique dans la troisième course avec un temps de 1 min 28 s 771, devant Yui Sakai. Dans la quatrième série, Liu Qiuhong est disqualifiée pour avoir gêné Martina Valcepina, tandis que Shim Suk-hee et Marie-Ève Drolet se qualifient pour le tour suivant. Vient ensuite la disqualification d'Agne Serekaite, alors que Kim Alang et Fan Kexin se qualifient, comme Arianna Fontana et Véronique Pierron dans la course suivante qui voit une sanction pour la Hongroise Bernadett Heidum. Dans l'avant-dernière course, Elise Christie se qualifie avec une avance confortable de deux secondes sur Patrycja Maliszewska. Enfin, dans la dernière course, une chute de Marianne St-Gelais vaut l'avancement de Jorien ter Mors alors que Deanna Lockett et Veronika Windisch passent au tour suivant.
En quarts de finale, Véronique Pierron est disqualifiée alors qu'Elise Christie s'assure une place en demi-finales avec Park Seung-hi. Valérie Maltais et Jorien ter Mors suivent, puis c'est au tour de Shim Suk-hee et Fan Kexin qui profitent d'une faute d'Arianna Fontana et de son élimination en conséquence. Viennent enfin Jessica Kooreman et Li Jianrou.
Valérie Maltais, toujours tenante du record olympique, chute en demi-finale et passe en finale B avec Jorien ter Mors. Dans leur course, les deux qualifiées pour la finale sont Park Seung-hi et Jessica Kooreman. Dans la deuxième demi-finale, Li Jianrou et Elise Christie sont toutes les deux disqualifiées et il ne reste que Shim Suk-hee et Fan Kexin, qui passent en finale.
Le podium se joue en quelques dixièmes de seconde à la fin de la course. Park Seung-hi arrache la première place à Fan Kexin, alors que Shim Suk-hee complète le podium. Jessica Kooreman, enfin, termine le classement de la finale, tandis qu'en finale B, Jorien ter Mors finit la course avec trois centièmes de seconde d'avance sur Valérie Maltais.

#### 1 500 mètres
La première série éliminatoire du 1 500 mètres voit la qualification de Shim Suk-hee, Marie-Ève Drolet et Anna Seidel. Valeriya Reznik, qui fait tomber Véronique Pierron, est sanctionnée tandis que cette dernière est avancée en demi-finale par les juges. C'est ensuite au tour d'Arianna Fontana, Olga Belyakova et Ayuko Ito de passer en demi-finale : dans cette course, Elise Christie franchit la ligne d'arrivée en premier, mais elle est un centimètre au-delà de la zone réglementaire et le système la considère donc comme n'ayant jamais terminé la course, ce qui lui vaut une disqualification. Après avoir vu la vidéo de l'arrivée, son entraîneur Nicky Gooch choisit de ne pas faire appel, estimant que le règlement n'a en effet pas été respecté. Cho Ha-ri remporte la troisième série devant Valérie Maltais et Li Jianrou, puis c'est au tour de Jorien ter Mors, Bernadett Heidum et Agne Serekaite. Viennent ensuite Zhou Yang, Jessica Kooreman et Yara van Kerkhof. Enfin, dans la dernière course, Tatiana Borodulina ne finit pas sa course après une chute qui emporte aussi la Hongroise Zsofia Konya, alors que se qualifient Emily Scott, Kim Alang et Veronika Windisch.

## Résultats

### Hommes
| Épreuve             | Or                              | Or                | Argent                           | Argent         | Bronze                  | Bronze         |
| ------------------- | ------------------------------- | ----------------- | -------------------------------- | -------------- | ----------------------- | -------------- |
| 500 mètres          | Viktor Ahn                      | 41 s 312          | Wu Dajing                        | 41 s 516       | Charle Cournoyer        | 41 s 617       |
| 1 000 mètres        | Viktor Ahn                      | 1 min 25 s 325    | Vladimir Grigorev                | 1 min 25 s 399 | Sjinkie Knegt           | 1 min 25 s 611 |
| 1 500 mètres        | Charles Hamelin                 | 2 min 14 s 985    | Han Tianyu                       | 2 min 15 s 055 | Viktor Ahn              | 2 min 15 s 062 |
| Relais 5 000 mètres | Russie (RUS) - Rouslan Zakharov | 6 min 42 s 100 OR | États-Unis (USA) - Jordan Malone | 6 min 42 s 371 | Chine (CHN) - Wu Dajing | 6 min 48 s 341 |

### Femmes
| Épreuve             | Or                                 | Or             | Argent                            | Argent         | Bronze                       | Bronze          |
| ------------------- | ---------------------------------- | -------------- | --------------------------------- | -------------- | ---------------------------- | --------------- |
| 500 mètres          | Li Jianrou                         | 45 s 263       | Arianna Fontana                   | 51 s 250       | Park Seung-hi                | 54 s 207        |
| 1 000 mètres        | Park Seung-hi                      | 1 min 30 s 761 | Fan Kexin                         | 1 min 30 s 811 | Shim Suk-hee                 | 1 min 31 s 027  |
| 1 500 mètres        | Zhou Yang                          | 2 min 19 s 140 | Shim Suk-Hee                      | 2 min 19 s 239 | Arianna Fontana              | 2 min 19 s s416 |
| Relais 3 000 mètres | Corée du Sud (KOR) - Park Seung-hi | 4 min 09 s 498 | Canada (CAN) - Marianne St-Gelais | 4 min 10 s 641 | Italie (ITA) - Elena Viviani | 4 min 14 s 014  |

## Qualification
Un total de 120 places (60 hommes et 60 femmes) est disponible pour les athlètes qui veulent participer aux Jeux. Les pays se vont affecter de ces places à la suite de quatre classements spéciales de qualification olympique qui seront déterminés lors de deux coupes du monde en novembre 2013. Une nation peut inscrire un maximum de cinq athlètes par sexe si elle qualifie une équipe en relais et trois si c'est pas le cas. Le pays hôte, la Russie, est garanti d'avoir le maximum de 10 athlètes.

## Tableau des médailles
| Rang  | Nation       | Or | Argent | Bronze | Total |
| ----- | ------------ | -- | ------ | ------ | ----- |
| 1     | Russie       | 3  | 1      | 1      | 5     |
| 2     | Chine        | 2  | 3      | 1      | 6     |
| 3     | Corée du Sud | 2  | 1      | 2      | 5     |
| 4     | Canada       | 1  | 1      | 1      | 3     |
| 5     | Italie       |    | 1      | 2      | 3     |
| 6     | États-Unis   |    | 1      |        | 1     |
| 7     | Pays-Bas     |    |        | 1      | 1     |
| Total | Total        | 8  | 8      | 8      | 24    |